# Nuphar shimadai
Nuphar shimadai är en näckrosväxtart som beskrevs av Bunzo Hayata. Nuphar shimadai ingår i släktet gula näckrosor, och familjen näckrosväxter. Inga underarter finns listade i Catalogue of Life.